# Lady Gaga

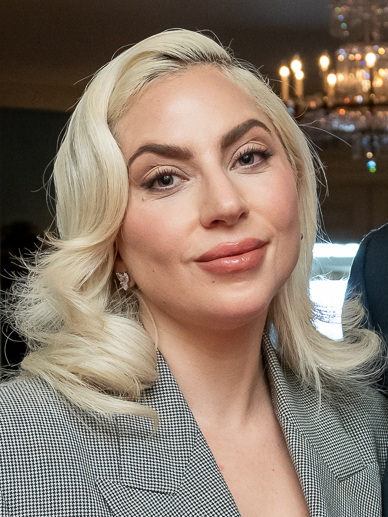
Lady Gaga (2023)

Lady Gaga (* 28. März 1986 in New York als Stefani Joanne Angelina Germanotta) ist eine US-amerikanische Sängerin, Songwriterin und Schauspielerin. Mit dem Debütalbum The Fame gelang ihr 2008 der internationale Durchbruch. Sie zählt mit über 200 Millionen verkauften Tonträgern zu den erfolgreichsten Sängerinnen aller Zeiten. Insgesamt veröffentlichte sie zehn Studioalben, darunter zwei mit dem Jazz-Musiker Tony Bennett.
Mit der Hauptrolle in A Star Is Born (2018) und der anschließenden Nominierung für den Oscar als Beste Hauptdarstellerin gelang ihr zudem der internationale Durchbruch als Schauspielerin. Bisher wurde sie mit einem Oscar in der Kategorie Bester Song, vierzehn Grammys und zwei Golden Globes ausgezeichnet. Sie tritt zusätzlich als Unterstützerin der LGBT-Szene auf und unterstützte in diesem Kontext bei mehreren Präsidentschaftswahlen die demokratische Partei.

## Leben
Sie wurde 1986 als Tochter italoamerikanischer Eltern in Manhattan geboren. Ihr Vater Joseph Germanotta ist Internetunternehmer, ihre Mutter Cynthia Louise Bissett Assistentin in einer Telekommunikationsfirma. Sie hat eine jüngere Schwester und besuchte eine katholische Mädchenschule in der Upper East Side. In der High School spielte sie Musical-Hauptrollen, wie die Adelaide in Guys and Dolls und die Philia in A Funny Thing Happened on the Way to the Forum.

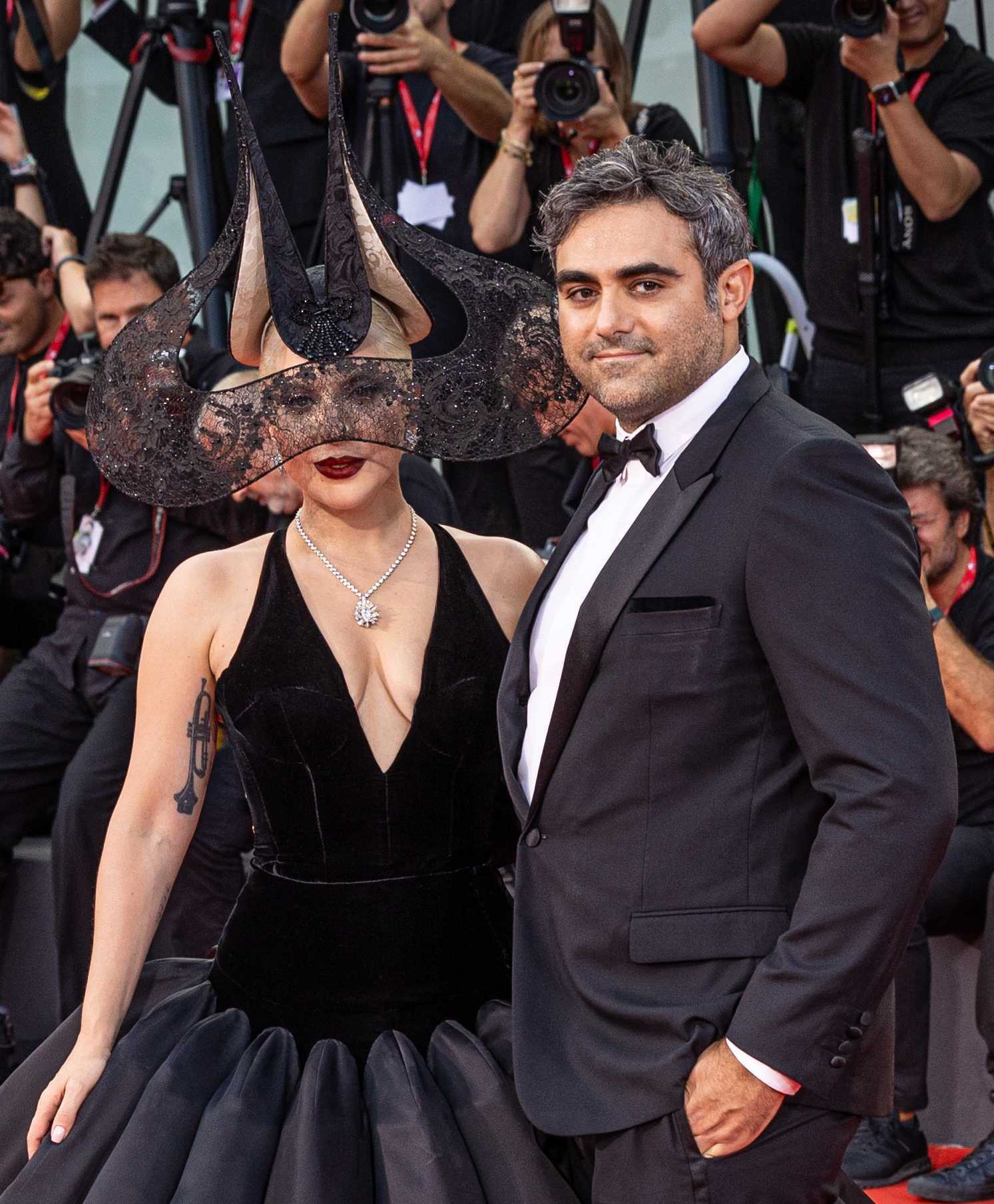
Lady Gaga und ihr Verlobter Michael Polansky im September 2024 bei den Filmfestspielen in Venedig

Im Alter von 17 Jahren begann sie an der Tisch School of the Arts der New York University ein Musikstudium. Mit dem Schreiben von Essays und analytischen Arbeiten über Kunst, Religion, Soziales und Politik bildete sie sich in ihrem Songwriting weiter. Im vierten Semester verließ sie die Hochschule, um sich ganz auf ihre Karriere zu konzentrieren. Nachdem sie im Alter von 18 Jahren aus ihrem Elternhaus ausgezogen war, arbeitete sie als Go-go-Tänzerin, da ihre Eltern sie finanziell nicht unterstützten. In dieser Zeit habe sie damit begonnen, Drogen zu konsumieren, worauf ihr Vater vorübergehend den Kontakt abgebrochen habe. Mit 19 Jahren sei sie vergewaltigt worden.
Sie erzählte in der Sendung Larry King Live, sie leide an der Autoimmunerkrankung Lupus erythematodes, an der ihre Tante gestorben sei. Die von den Ärzten bei ihr ermittelten Werte lägen jedoch im Toleranzbereich, bislang hätte sich keines der typischen Symptome gezeigt. Im September 2017 gab sie bekannt, an Fibromyalgie zu leiden.
Von 2011 bis 2016 war sie mit dem Schauspieler Taylor Kinney liiert, mit dem sie sich im Februar 2015 verlobt hatte. Nach einer kurzen Liaison mit ihrem Toningenieur Don Horton im Sommer 2019 präsentierte Gaga im Februar 2020 bei Instagram den Investor Michael Polansky als neuen Mann an ihrer Seite. Bei den Olympischen Sommerspielen 2024 in Paris stellte Gaga im Rahmen eines TikTok-Videos mit dem französischen Premierminister, Gabriel Attal, Polansky als ihren Verlobten vor.

## Karriere

### Musikalische Anfänge

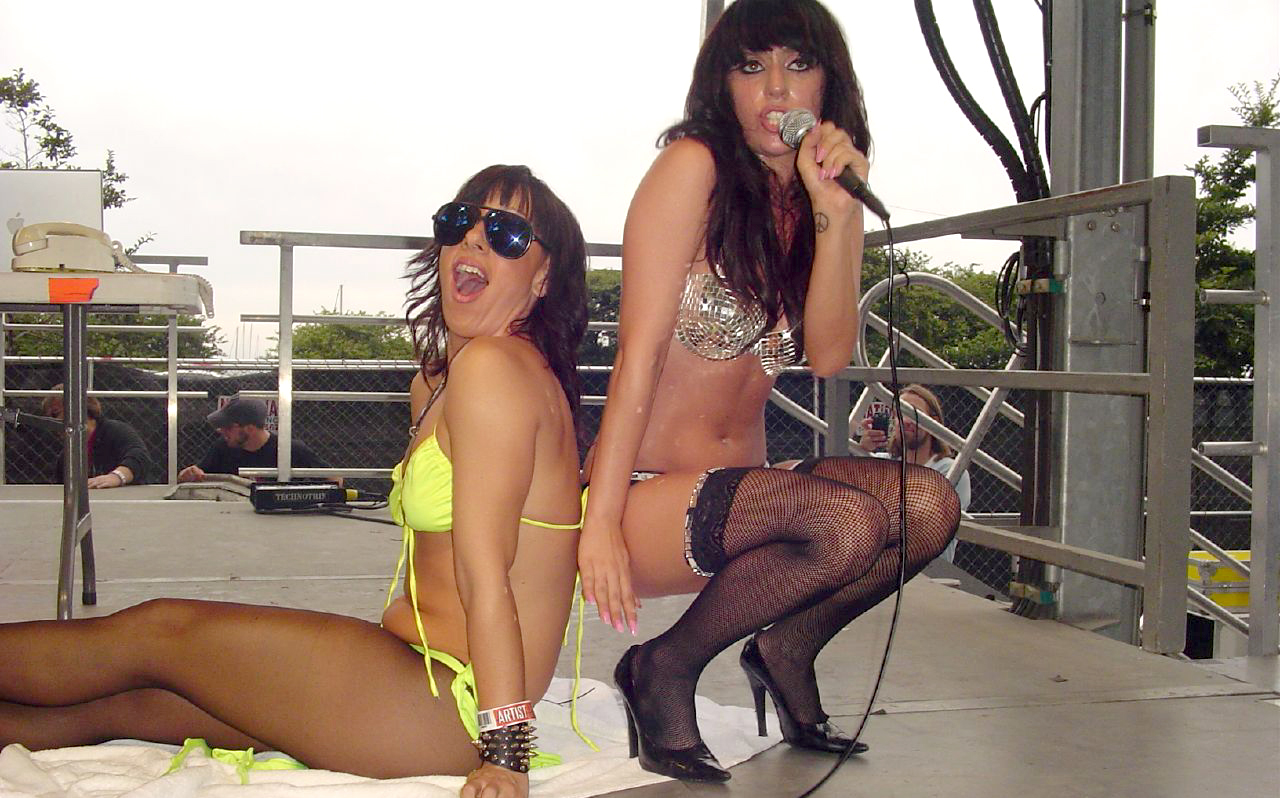
2007 mit Lady Starlight (links)

Sie begann bereits im Kindesalter mit dem Klavierspielen und als Jugendliche mit dem Schreiben von Songs. Ihre ersten Auftritte hatte sie in der Rock-, vor allem aber in der Camp- und Queer-Szene der Lower East Side, wo sie unter anderem im Vorprogramm von Glam- und Garage-Rockbands wie Semi Precious Weapons zu sehen war. Im Alter von 19 Jahren unterzeichnete sie bei Def Jam Recordings einen Plattenvertrag, der aber nach drei Monaten wieder aufgelöst wurde. Kurz danach lernte sie den Musikproduzenten RedOne kennen, mit dem sie das Lied Boys Boys Boys schrieb.
Der Musikproduzent Rob Fusari verglich einige der Gesangsharmonien in den von Lady Gaga geschriebenen Songs mit denen von Freddie Mercury. Er habe per Zufall ihren Künstlernamen kreiert:

„Jeden Tag, wenn Stef [Lady Gaga] ins Studio kam, fing ich an Radio Ga Ga zu singen, anstatt „Hallo“ zu sagen. ‚Lady Gaga‘ war eigentlich eine Panne; ich tippte ‚Radio Ga Ga‘ in eine SMS und es führte eine Autokorrektur durch; so änderte sich ‚Radio‘ irgendwie in ‚Lady‘. Sie schrieb mir zurück: „Das ist es.“ Nach diesem Tag war sie Lady Gaga.“

2007 arbeitete Lady Gaga mit der Künstlerin Lady Starlight zusammen, die ihre Bühnenoutfits kreierte. Das Duo trat schließlich unter dem Namen Lady Gaga and the Starlight Revue auf; im August spielten sie beim Musikfestival Lollapalooza. Ab 2009 war ein Team mit dem Designer Nicola Formichetti für ihren extravaganten Kleidungsstil verantwortlich.

### 2008–2010: Der internationale Durchbruch mitThe FameundThe Fame Monster

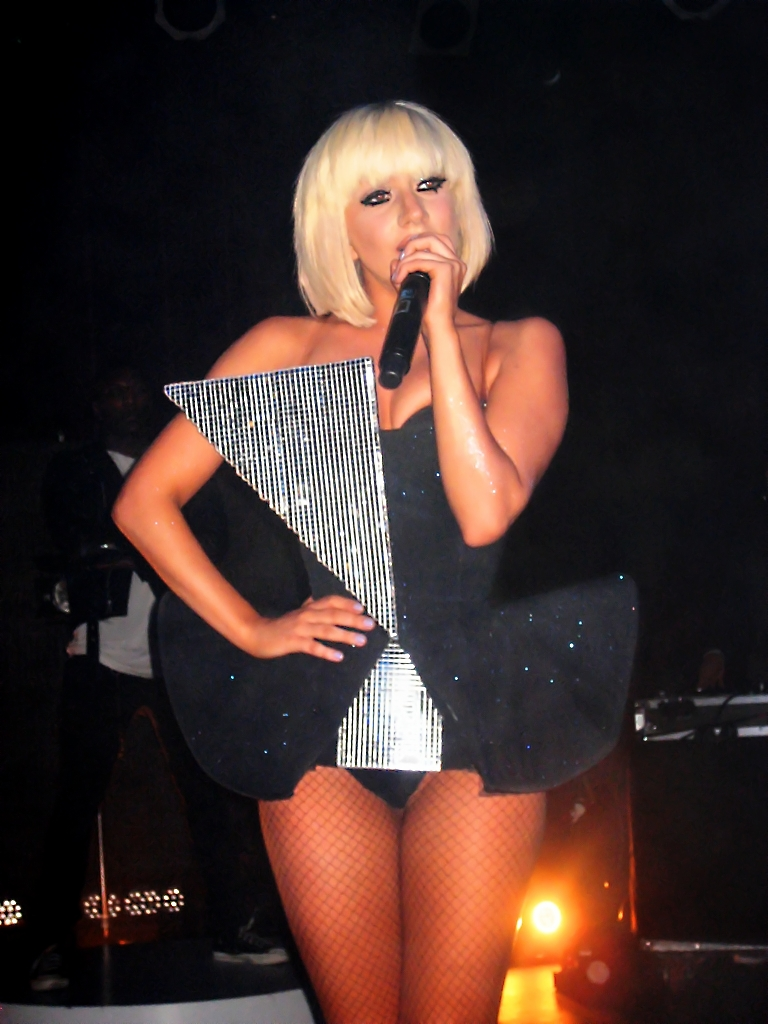
Lady Gaga auf der Fame Ball Tour (2009)

2008 zog Lady Gaga nach Los Angeles, um ihr Debütalbum The Fame fertigzustellen; es wurde im August veröffentlicht. Das Album wurde mit rund 15 Millionen verkauften Tonträgern ein weltweiter kommerzieller Erfolg; es erreichte Platz 1 in sechs Staaten und Platz 2 in den Vereinigten Staaten. Die ersten beiden Singleauskopplungen, Just Dance und Poker Face, waren ebenfalls kommerzielle Erfolge. 2011 wurde sie für Poker Face mit einem Grammy in der Kategorie Best Dance Recording ausgezeichnet. Für das Album erhielt sie einen Grammy in der Kategorie Best Electronic/Dance Album. Zudem gewann die vierte Singleauskopplung Paparazzi bei den MTV Video Music Awards in den Kategorien Best New Artist sowie Best Art Direction und Best Special Effects. 2008 sang sie im Vorprogramm bei einer Tournee der Boygroup New Kids on the Block. Ihre erste Tournee als Headliner war 2009 die The Fame Ball Tour. Im gleichen Jahr nahmen The Midway State mit Lady Gaga ein Peter-Gabriel- und Kate-Bush-Cover von Don’t Give Up von 1986 auf. Der Song ist offiziell unveröffentlicht. Eine Bootleg-Version ist jedoch auf YouTube zu finden. Produziert wurde diese Version von Martin Kierszenbaum und Gavin Brown. Darüber hinaus existiert eine Studio-Version von 2012.
Im November 2009 wurde die EP The Fame Monster mit acht neuen Liedern veröffentlicht. Die erste Single Bad Romance erreichte in 18 Staaten Platz 1 und wurde über vier Millionen Mal heruntergeladen. Damit ist sie die erste Sängerin, die drei Singles – Just Dance, Poker Face, Bad Romance – über vier Millionen Mal in den USA digital verkaufen konnte. Als zweite Single wurde das Lied Telephone, eine Zusammenarbeit mit Beyoncé, ausgekoppelt. Der Song wurde Lady Gagas vierter Nummer-eins-Hit im Vereinigten Königreich. Ihre anschließende Monster Ball Tour umfasste rund 200 Konzerte.

### 2011–2012:Born This Wayund Filmdebüt

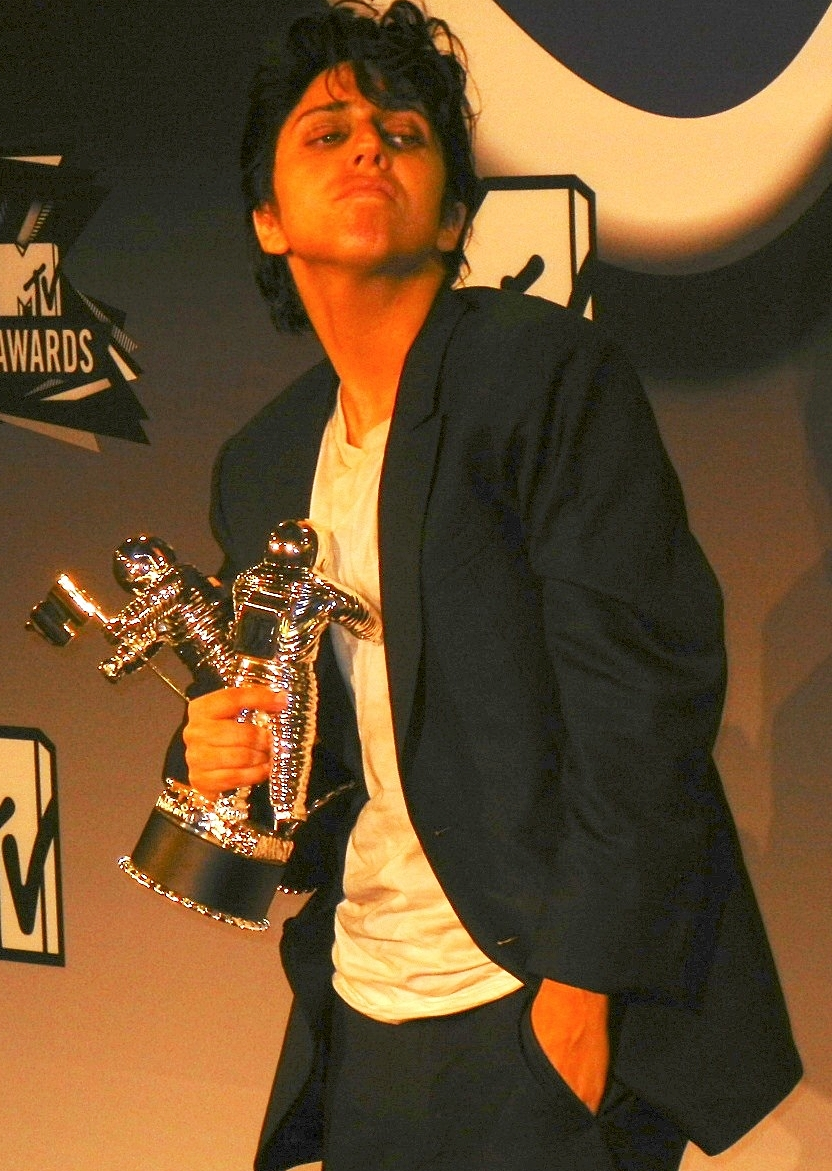
Lady Gaga bei den MTV Video Music Awards 2011 als ihr Alter Ego Jo Calderone

Im Februar 2011 wurde aus ihrem nächsten Album die gleichnamige Singleauskopplung Born This Way veröffentlicht. Wenige Stunden nach der Veröffentlichung stand das Lied auf Platz 1 verschiedener Downloadportale und war in den iTunes-Charts in 23 Staaten verzeichnet. Born This Way war der erste Song, der nur durch Downloads Platz 1 der deutschen Singlecharts erreichte; es war Lady Gagas vierter Nummer-eins-Hit in Deutschland innerhalb von zwei Jahren. Sie gewann für Born This Way bei den Europe Music Awards zwei Preise, unter anderem für den besten Song. Insgesamt gewann sie am Abend vier Preise. Poker Face und Just Dance sind in den Vereinigten Staaten die ersten Songs, die mehr als sechs Millionen Mal heruntergeladen wurden. Die Musikvideos von Lady Gaga wurden auf dem Internetportal YouTube über eine Milliarde Mal aufgerufen, was zuvor keinem anderen Musiker gelungen war.
Im Mai 2011 stellte Lady Gaga in Großbritannien einen Rekord auf: Sie ist die erste Solokünstlerin seit Ruby Murray 1955, die es geschafft hat, mit vier Singles gleichzeitig in den Top 20 vertreten zu sein, nämlich mit Born This Way, Judas, The Edge of Glory und Hair. Ihren ersten Deutschland-Auftritt im Rahmen der Promotion-Tour für das neue Album absolvierte sie im Juni 2011, als sie im Finale der Casting-Show Germany’s Next Topmodel in Köln auftrat. Im November 2011 trat sie bei den MTV Europe Music Awards auf. Dort war sie für sechs Preise nominiert, von denen sie vier gewann. Im selben Monat trat sie beim Bambi 2011 mit dem Titel Marry the Night in einer Live-Version auf. Kurz darauf wurde ihr von Karl Lagerfeld der Bambi in der Kategorie Pop International überreicht. Lady Gaga lag 2011 mit Einnahmen von mehr als 25 Millionen US-Dollar auf Platz 4 der finanziell erfolgreichsten Musiker weltweit.
Ende April 2012 startete sie ihre Tour The Born This Way Ball in Seoul; es folgten über 100 Shows weltweit. 2013 gab sie ihr Filmdebüt mit der Rolle der La Chameleón in Robert Rodriguez’ Film Machete Kills.

### 2013–2014:ARTPOPundCheek to Cheek

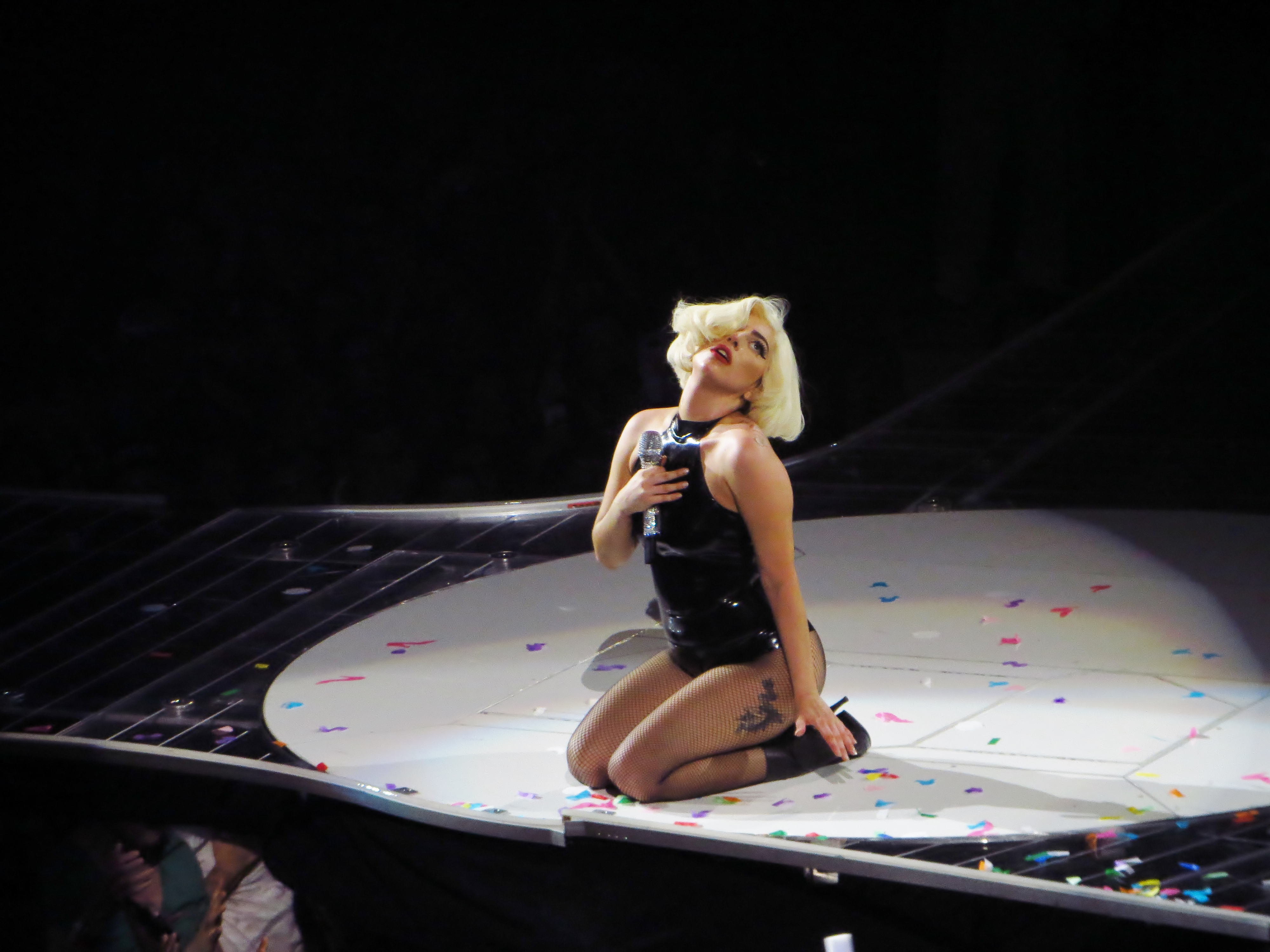
Lady Gaga (2014)

Wegen einer Hüftverletzung musste sie die Tournee frühzeitig beenden. Es folgte eine Auszeit, in der sie sich von einer Operation erholte. Im August 2013 wurde die Single Applause von ihrem dritten Studioalbum Artpop veröffentlicht, nachdem einige Ausschnitte illegal ins Internet gestellt worden waren. Zuvor wurde auch eine Demoversion von ihrem Song Aura illegal im Netz veröffentlicht. Applause konnte sich in den US-Charts in den Top 5 platzieren. Es folgte ein Auftritt an den VMAs.
Die folgende Singleauskopplung Do What U Want, eine Kollaboration mit R. Kelly, wurde ein weiterer Charterfolg. Das Album Artpop erschien im November 2013. Lady Gaga lud einige Fans zu einer Launch-Party in New York ein, die sie artRAVE nannte. Dort präsentierte sie Statuen von Jeff Koons und sang mehrere Songs aus dem Album. Artpop wurde ihr zweites Nummer-eins-Album in den USA und konnte auch in anderen Staaten die Spitze der Charts erreichen. Es blieb allerdings hinter den Erwartungen zurück; ihr voriges Album hatte sich besser verkauft. Einen Tag vor der Veröffentlichung des Albums kündigte ihr Manager Troy Carter. Sie durchlebte eine depressive Phase und mied für einige Zeit die Öffentlichkeit. Die dritte Single des Albums, G.U.Y., wurde im März 2014 veröffentlicht. Sie erreichte Platz 76 in den Billboard Hot 100. Von Mai bis November 2014 ging sie auf die Welttournee artRAVE: The ARTPOP Ball. Sie gab insgesamt 75 Konzerte auf vier Kontinenten und trat unter anderem zum ersten Mal in Istanbul und den VAE auf.
Noch vor dem Ende ihrer Tournee startete sie die Promotion für ihr nächstes Studioalbum Cheek to Cheek, das sie zusammen mit Tony Bennett aufgenommen hatte. Es war bereits die zweite Zusammenarbeit mit ihm; 2011 hatte sie mit ihm ihre Version von The Lady Is a Tramp aufgenommen. Cheek to Cheek unterscheidet sich von ihren übrigen Veröffentlichungen dadurch, dass es eine Jazz-Platte ist. Die erste Single, Anything Goes, wurde im Juli 2014 veröffentlicht. Eine weitere Single, I Can’t Give You Anything But Love, folgte im August. Beide erreichten Platz 1 der Billboard Digital Jazz Songs Charts. Die Albumveröffentlichung folgte im September; auch dieses Album erreichte Platz 1 der Billboard-Charts. Außerdem wurde Cheek to Cheek bei der 57. Grammy-Verleihung in der Kategorie Best Traditional Pop Vocal Album ausgezeichnet. Später folgte die Ankündigung, dass Bennett und Lady Gaga 2015 in Amerika und Europa auf Tournee gehen würden. Das erste Konzert gaben sie Silvester 2014 in Las Vegas.

### 2015–2017:American Horror Storyund AlbumJoanne

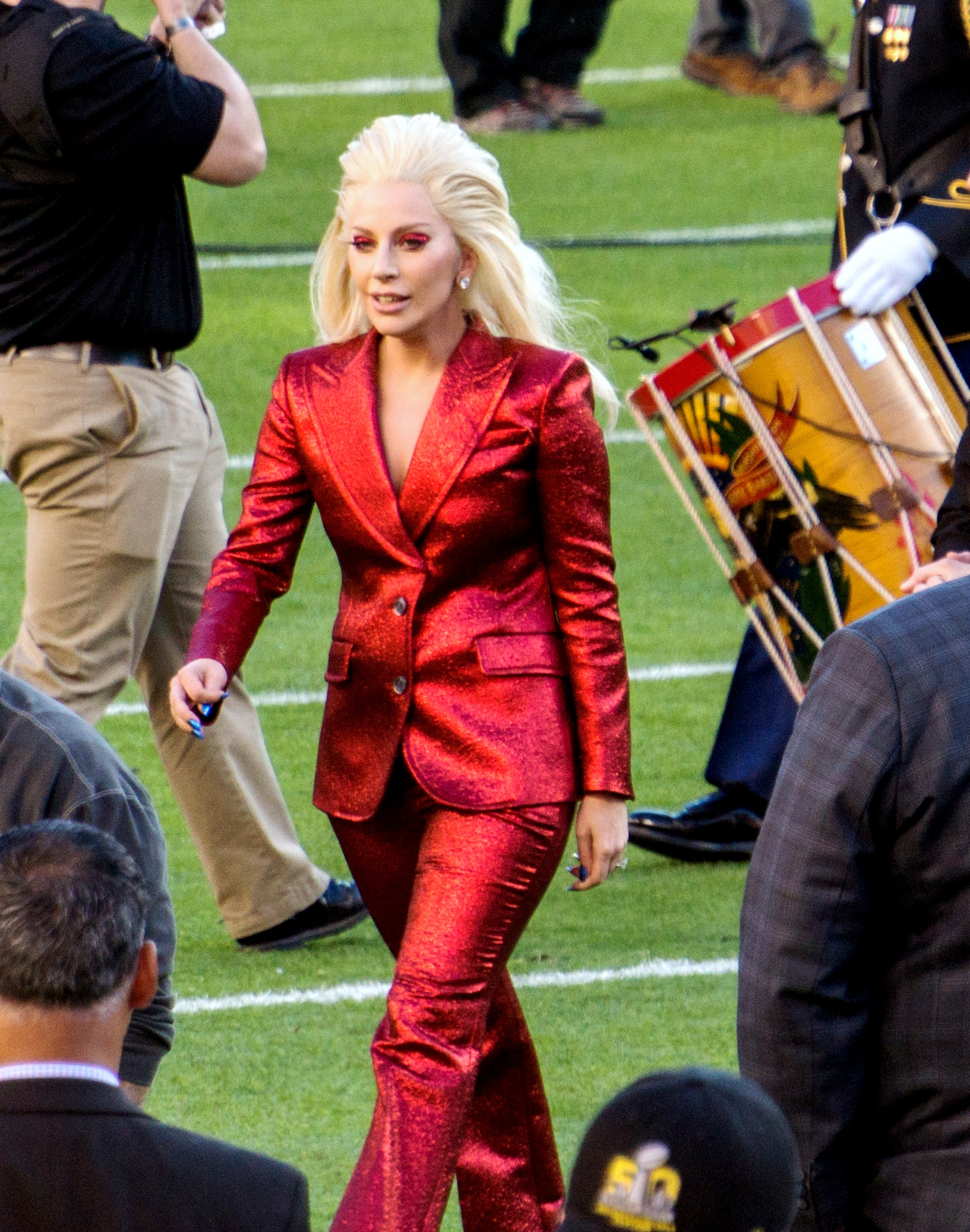
Lady Gaga beim 50. Super Bowl (2016)

Im Februar 2015 sang Lady Gaga bei der Oscarverleihung 2015 einen Ausschnitt aus The Sound of Music. Für ihren Auftritt bekam sie gute Kritiken, so auch von Julie Andrews, die in dem 1965 Oscar-prämierten Film die Hauptrolle spielte. Bei den Europaspielen 2015 in Baku trat sie mit einer Klavierversion von John Lennons Song Imagine auf. Im September 2015 erschien der Song Til It Happens to You, der für einen Grammy und einen Oscar nominiert wurde.
Im Oktober 2015 wurde ein Modefilm veröffentlicht, der von Nick Knight für Tom Ford gedreht worden war. Er zeigt Lady Gaga neben mehreren Models, die auf einem Laufsteg tanzen. Im Hintergrund läuft eine neue Version des Stücks I Want Your Love von Chic, die von Lady Gaga und Nile Rodgers aufgenommen worden war. Von Oktober 2015 bis Januar 2016 war sie in der fünften Staffel der Serie American Horror Story in einer Hauptrolle zu sehen. Für ihre Darstellung wurde sie mit einem Golden Globe ausgezeichnet. In der 6. Staffel hatte sie eine Nebenrolle.
Im Februar 2016 sang sie beim Super Bowl 50 die amerikanische Nationalhymne. Bei den 58. Grammy Awards im selben Monat trat sie mit einem Tribut für den kurz zuvor verstorbenen David Bowie auf.
Im September 2016 erschien Perfect Illusion, die erste Single aus ihrem fünften Studioalbum Joanne, die im Oktober 2016 veröffentlicht wurde. Die Single sowie das Album konnten aber nicht an die alten Erfolge anknüpfen und fielen nach zwei beziehungsweise fünf Wochen aus den deutschen Charts. Im Oktober startete sie die Dive Bar Tour, bei der sie für drei Konzerte durch die USA reiste. Es folgte die Singleauskopplung Million Reasons. Für das Album arbeitete sie unter anderem mit Mark Ronson, RedOne und Elton John zusammen.
Im Februar 2017 trat sie in der Halbzeitshow des Super Bowl LI vor 150 Millionen Zuschauern auf. Im März 2017 war sie als Gast-Jurorin bei RuPaul’s Drag Race zu sehen. Im April war sie der Headliner des Coachella Valley Music and Arts Festival und sang dort unter anderem den Song The Cure, der nach dem Auftritt als Single veröffentlicht wurde. Die Dokumentation Gaga: Five Foot Two wurde in Zusammenarbeit mit Netflix gedreht und im September 2017 veröffentlicht.

### 2018–2023: FilmA Star Is Born, Shows in Las Vegas undChromatica
Im August 2017 gab Lady Gaga bekannt, dass sie mit den Arbeiten an ihrem sechsten Studioalbum begonnen habe. Sie nahm unter anderem Songs mit Boys Noize, DJ White Shadow und BloodPop auf, mit denen sie bereits früher zusammengearbeitet hatte. Im März 2018 erschien ein Cover von Elton Johns Song Your Song, das sie für das Album Revamp & Restoration aufgenommen hatte.
In Bradley Coopers Remake von A Star Is Born übernahm sie die Hauptrolle. Der Film erschien im Oktober 2018. Zudem nahm sie auch Songs für den Soundtrack auf. Als erste Single wurde bereits im September der Song Shallow veröffentlicht, den sie zusammen mit Cooper gesungen hat. Das Stück wurde 2019 für mehrere Grammys nominiert und mit einem Oscar für den besten Filmsong ausgezeichnet.
Seit Dezember 2018 spielte Lady Gaga regelmäßig zwei Showprogramme in Las Vegas: Bei Enigma führte sie ihre Pophits auf, bei Jazz & Piano Akustikversionen ihrer Stücke sowie Jazz-Titel. Im Februar 2020 veröffentlichte sie mit der Single Stupid Love die erste Auskopplung ihres sechsten Studioalbums Chromatica, das Ende Mai 2020 erschien. Im selben Monat brachte sie die Single Rain on Me, eine Kollaboration mit Ariana Grande, heraus. Mit Sour Candy hatte Lady Gaga kurz vor Start des neuen Albums in Zusammenarbeit mit Blackpink die dritte Singleauskopplung veröffentlicht. Im Januar 2021 sang sie bei der Amtseinführung von Joe Biden als Präsident der Vereinigten Staaten im Rahmen der Feierlichkeiten die amerikanische Nationalhymne. Als Vorsichtsmaßnahme hierfür trug sie während ihres Auftritts ein kugelsicheres Kleid.
Im Oktober 2021 erschien Love for Sale, ihr zweites gemeinsames Album mit Tony Bennett. Im März 2022 kündigte Lady Gaga ihre Welttournee The Chromatica Ball an. Diese sollte bereits 2020 stattfinden, wurde jedoch aufgrund der COVID-19-Pandemie zunächst abgesagt. Das einzige Deutschland-Konzert fand am 17. Juli 2022 in der Düsseldorfer Merkur Spiel-Arena statt.
Für den Film-Soundtrack zu Top Gun: Maverick (2022) arbeitete sie mit den deutschen Filmkomponisten Hans Zimmer und Harold Faltermeyer zusammen. Für den daraus resultierenden Song Hold My Hand erhielt sie eine Nominierung für einen Grammy und einen Golden Globe.

### Seit 2024:Joker: Folie à DeuxundMayhem
Neben Joaquin Phoenix spielte Lady Gaga zudem die Hauptrolle der Harley Quinn in der Fortsetzung von Joker (2019). Der Film kam 2024 als Joker: Folie à Deux in die Kinos. Bei der Eröffnungszeremonie der Olympischen Sommerspiele 2024 in Paris sang sie das Chanson Mon truc en plumes von Zizi Jeanmaire. Im August 2024 veröffentlichte sie zusammen mit Bruno Mars das Duett Die with a Smile, welches bei den Grammy Awards 2025 in der Kategorie „Best Pop Duo/Group Performance“ gewann.
Am 7. März 2025 veröffentlichte sie unter dem Namen Mayhem ihr siebtes Studioalbum und trat wenig später als einer der Headliner beim Coachella Valley Music and Arts Festival auf. Bei einem kostenfreien Konzert im Rahmen der jährlichen Todo Mundo no Rio in Rio de Janeiro trat Lady Gaga am 3. Mai 2025 vor mehr als zwei Millionen Menschen auf. In der zweiten Staffel der US-amerikanischen Netflix-Serie Wednesday soll sie eine Rolle übernehmen.

## Einflüsse und Musikstil
Musikalisch ist Lady Gaga von Musikern wie David Bowie, Queen, Madonna, Michael Jackson, Grace Jones und Debbie Harry beeinflusst worden. Ihr Gesang wird mit dem von Madonna und Gwen Stefani verglichen und ihre Musik als Pop der 1980er- und Europop der 1990er-Jahre bezeichnet. Im Rückblick auf ihr Debütalbum The Fame schrieb die Zeitung Sunday Times: „Wenn man die Musik, Mode, Kunst und die Technologie kombiniert, erinnert Lady Gaga an Madonna, als sie gut war, an Gwen Stefani etwa zur Zeit von Hollaback Girl, an Kylie 2001 oder an Grace Jones gerade jetzt.“ Ähnlich kommentierte die Kritikerin Sarah Rodman vom Boston Globe ihre „Offensichtlichen Inspirationen von Madonna bis Gwen Stefani, die in ihrer mädchenhaften, aber kräftigen Stimme und ihren sprudelnden Beats auftauchen“.
Vergleiche zwischen ihr und Madonna kommentiert Lady Gaga folgendermaßen: „Ich will nicht überheblich klingen, aber ich habe es zu meinem Ziel gemacht, die Popmusik zu revolutionieren. Die letzte Revolution wurde von Madonna vor 25 Jahren eingeleitet.“ In einem Interview bezeichnete sie sich als großen Fan von Iron Maiden, für die sie auch schon als Roadie gearbeitet hat.
Lady Gaga bezeichnete Rainer Maria Rilkes Briefe an einen jungen Dichter als ihr Lieblingsbuch; seit 2009 trägt sie ein Zitat daraus auf Deutsch als Tätowierung auf ihrem linken Oberarm: „Prüfen Sie, ob er in der tiefsten Stelle Ihres Herzens seine Wurzeln ausstreckt, gestehen Sie sich ein, ob Sie sterben müßten, wenn es Ihnen versagt würde zu schreiben. Muß ich schreiben?“

## Politisches Engagement
Lady Gaga hatte ihre ersten Auftritte in Bars, die der LGBTQ-Bewegung nahe standen. Sie setzte sich seitdem für die LGBTQ-Gemeinschaft ein, u. a. auf Veranstaltungen gegen die „Don’t ask, don’t tell“-Praxis des US-Militärs, welche unter der Obama-Administration 2011 aufgehoben wurde.
Im Vorfeld der US-Präsidenschaftswahlen 2020 machte sie Wahlwerbung für den demokratischen Präsidenschaftskandidaten Joe Biden. Auf Joe Bidens Amtseinführung sang sie die Nationalhymne.

## Diskografie
Studioalben

| Jahr | Titel Musiklabel                       | Höchstplatzierung, Gesamtwochen, AuszeichnungChartplatzierungen (Jahr, Titel, Musiklabel, Platzierungen, Wochen, Auszeichnungen, Anmerkungen) | Höchstplatzierung, Gesamtwochen, AuszeichnungChartplatzierungen (Jahr, Titel, Musiklabel, Platzierungen, Wochen, Auszeichnungen, Anmerkungen) | Höchstplatzierung, Gesamtwochen, AuszeichnungChartplatzierungen (Jahr, Titel, Musiklabel, Platzierungen, Wochen, Auszeichnungen, Anmerkungen) | Höchstplatzierung, Gesamtwochen, AuszeichnungChartplatzierungen (Jahr, Titel, Musiklabel, Platzierungen, Wochen, Auszeichnungen, Anmerkungen) | Höchstplatzierung, Gesamtwochen, AuszeichnungChartplatzierungen (Jahr, Titel, Musiklabel, Platzierungen, Wochen, Auszeichnungen, Anmerkungen) | Anmerkungen                                                  |
| Jahr | Titel Musiklabel                       | DE | AT | CH | UK | US | Anmerkungen                                                  |
| ---- | -------------------------------------- | --- | --- | --- | --- | --- | ------------------------------------------------------------ |
| 2008 | The Fame Interscope Records (UMG)      | DE1 ×6Sechsfachplatin · (… Wo.)DE | AT1 ×7Siebenfachplatin · (295 Wo.)AT | CH1 ×4Vierfachplatin · (… Wo.)CH | UK1 ×11Elffachplatin · (325 Wo.)UK | US2 ×6Sechsfachplatin · (… Wo.)US | Erstveröffentlichung: 19. August 2008 Verkäufe: + 18.000.000 |
| 2011 | Born This Way Interscope Records (UMG) | DE1 ×3Dreifachgold · (39 Wo.)DE | AT1 Platin · (32 Wo.)AT | CH1 Platin · (39 Wo.)CH | UK1 ×3Dreifachplatin · (60 Wo.)UK | US1 ×4Vierfachplatin · (61 Wo.)US | Erstveröffentlichung: 23. Mai 2011 Verkäufe: + 8.000.000     |
| 2013 | Artpop Interscope Records (UMG)        | DE3 (11 Wo.)DE | AT1 Gold · (10 Wo.)AT | CH2 Platin · (15 Wo.)CH | UK1 Gold · (16 Wo.)UK | US1 Platin · (29 Wo.)US | Erstveröffentlichung: 6. November 2013 Verkäufe: + 2.500.000 |
| 2016 | Joanne Interscope Records (UMG)        | DE6 (7 Wo.)DE | AT9 Gold · (3 Wo.)AT | CH3 (20 Wo.)CH | UK3 Gold · (22 Wo.)UK | US1 Platin · (49 Wo.)US | Erstveröffentlichung: 21. Oktober 2016 Verkäufe: + 1.422.500 |
| 2020 | Chromatica Interscope Records (UMG)    | DE3 (18 Wo.)DE | AT1 Gold · (14 Wo.)AT | CH1 Gold · (21 Wo.)CH | UK1 Gold · (24 Wo.)UK | US1 Platin · (41 Wo.)US | Erstveröffentlichung: 29. Mai 2020 Verkäufe: + 1.502.500     |
| 2025 | Mayhem Interscope Records (UMG)        | DE1 (… Wo.)DE | AT1 (20 Wo.)AT | CH1 (18 Wo.)CH | UK1 Gold · (18 Wo.)UK | US1 Platin · (… Wo.)US | Erstveröffentlichung: 7. März 2025 Verkäufe: + 1.332.500     |

## Filmografie
- 2001: Die Sopranos (The Sopranos; Fernsehserie)
- 2009: The Gospel of Mark for Little Children (Kurzfilm)
- 2010: Lady Gaga: Born for Fame (Dokumentarfilm)
- 2011: Lady Gaga Presents: The Monster Ball Tour at Madison Square Garden (Konzertfilm)
- 2012: Men in Black 3 (Cameo-Auftritt als Alien)
- 2012: Die Simpsons (The Simpsons; Fernsehserie, Sprechrolle)
- 2013: Lady Gaga: iTunes Festival (Konzertfilm)
- 2013: Machete Kills
- 2014: Sin City 2: A Dame to Kill For
- 2014: Muppets Most Wanted
- 2015: Tony Bennett & Lady Gaga: Cheek to Cheek – Live (Konzertfilm)
- 2015–2016: American Horror Story (Fernsehserie, 15 Episoden)
- 2018: A Star Is Born
- 2021: House of Gucci
- 2024: Joker: Folie à Deux

## Auszeichnungen
Academy Award (Oscar):
- 2016: Nominierung als Bester Song für Til It Happens to You aus Freiwild – Tatort Universität
- 2019: Nominierung als Beste Hauptdarstellerin für ihre Rolle in A Star Is Born
- 2019: Auszeichnung als Bester Song für Shallow aus A Star Is Born
- 2023: Nominierung als Bester Song für Hold My Hand aus Top Gun: Maverick

Golden Globe Awards:
- 2012: Nominierung als Bester Filmsong für Hello Hello ft. Elton John aus Gnomeo und Julia
- 2016: Auszeichnung als Beste Hauptdarstellerin (Mini-Serie oder TV-Film) für ihre Rolle in American Horror Story
- 2019: Auszeichnung als Bester Filmsong für Shallow aus A Star Is Born
- 2019: Nominierung als Beste Hauptdarstellerin (Drama) für ihre Rolle in A Star Is Born
- 2022: Nominierung als Beste Hauptdarstellerin (Drama) für ihre Rolle in House of Gucci
- 2023: Nominierung als Bester Filmsong für Hold My Hand aus Top Gun: Maverick

Grammy Awards:
- 2009: Nominierung Best Dance Recording – Just Dance
- 2010: Auszeichnung Best Dance Recording – Poker Face
- 2010: Auszeichnung Best Electronic/Dance Album – The Fame[80]
- 2010: Nominierung Record of the Year – Pokerface
- 2010: Nominierung Album of the Year – The Fame
- 2010: Nominierung Song of the Year – Pokerface
- 2011: Auszeichnung Best Pop Vocal Album – The Fame Monster[81]
- 2011: Auszeichnung Best Female Vocal Pop Performance – Bad Romance[81]
- 2011: Auszeichnung Best Short Forum Music Video – Bad Romance[81]
- 2011: Nominierung Album of the Year – The Fame Monster
- 2011: Nominierung Best Pop Collaboration with Vocals – Telephone ft. Beyoncé
- 2011: Nominierung Best Dance Recording – Dance in the Dark
- 2012: Nominierung Album of the Year – Born This Way (Album)
- 2012: Nominierung Best Pop Vocal Album – Born This Way (Album)
- 2012: Nominierung Best Pop Solo Performance – Yoü and I
- 2015: Auszeichnung Best Traditional Pop Vocal Album – Cheek to Cheek (Album) mit Tony Bennett
- 2016: Nominierung Best Song Written for Visual Media – Til It Happens to You
- 2018: Nominierung Best Pop Local Album – Joanne (Album)
- 2018: Nominierung Best Pop Solo Performance – Million Reasons
- 2019: Auszeichnung Best Pop Solo Performance – Joanne (Single)
- 2019: Auszeichnung Best Song Written for Visual Media – Shallow mit Bradley Cooper
- 2019: Auszeichnung Best Pop Duo/Group Performance – Shallow mit Bradley Cooper
- 2019: Nominierung Record of the Year – Shallow mit Bradley Cooper
- 2019: Nominierung Song of the Year – Shallow mit Bradley Cooper
- 2020: Auszeichnung Best Compilation Soundtrack for Visual Media – A Star Is Born mit Bradley Cooper
- 2020: Auszeichnung Best Song Written for Visual Media – I‘ll Never Love Again (Filmversion) mit Bradley Cooper
- 2020: Nominierung Song of the Year – Always Remember Us This Way
- 2021: Nominierung Best Pop Vocal Album – Chromatica
- 2021: Auszeichnung Best Pop Duo/Group Performance – Rain on Me ft. Ariana Grande
- 2022: Nominierung Album of the Year – Love for Sale (Album) mit Tony Bennett
- 2022: Auszeichnung Best Traditional Pop Vocal Album – Love for Sale (Album) mit Tony Bennett
- 2022: Nominierung Record of the Year – I Get a Kick Out of You mit Tony Bennett
- 2022: Nominierung Best Pop Duo/Group Performance – I Get a Kick Out of You mit Tony Bennett
- 2022: Nominierung Best Music Video – I Get a Kick Out of You mit Tony Bennett
- 2025: Nominierung Song of the Year – Die with a Smile mit Bruno Mars
- 2025: Auszeichnung Best Pop Duo/Group Performance – Die with a Smile mit Bruno Mars

Lady Gaga gewann zudem unter anderem einen BAFTA Award, drei BRIT Awards, 18 MTV Video Music Awards sowie diverse Guinness World Records.
2019 wurde sie als erste Frau mit einem Oscar, einem Golden Globe Award, einem Grammy und einem BAFTA Award innerhalb eines Jahres ausgezeichnet.
2012 wurde eine Gattung der Farne, die 19 Arten umfasst, von einer Arbeitsgruppe um die Biologieprofessorin Kathleen Pryer (Duke University) nach Lady Gaga benannt, darunter die Artnamen Gaga germanotta (in Anspielung auf ihren Familiennamen) und Gaga monstraparva („Gagas kleine Monster“). Ein auffälliges gemeinsames Merkmal dieser Farne sei die Abfolge der Nukleinbasen G-A-G-A in einem ihrer Gene.